# Hainan Jilun Cycling Team
Das Hainan Jilun Cycling Team ist ein chinesisches Radsportteam mit Sitz in Minhang.
Die Mannschaft wurde 2011 gegründet und nimmt als Continental Team an den UCI Continental Circuits teil. Manager ist Tang Weirong, der von den Sportlichen Leitern Cai Zhihuai unterstützt wird.

## Platzierungen in UCI-Ranglisten
UCI Africa Tour
| Saison    | Mannschaftswertung | Fahrerwertung         |
| --------- | ------------------ | --------------------- |
| 2011-2013 | -                  | -                     |
| 2014      | 19.                | Georgi Georgiew (85.) |
| 2015-2016 | -                  | -                     |

UCI Asia Tour
| Saison | Mannschaftswertung | Fahrerwertung            |
| ------ | ------------------ | ------------------------ |
| 2011   | 68.                | Douglas Repacholi (333.) |
| 2012   | -                  | -                        |
| 2013   | 67.                | Douglas Repacholi (295.) |
| 2014   | 70.                | Julien Liponne (241.)    |
| 2015   | -                  | -                        |
| 2016   | 52.                | Olexei Kasjanow (147.)   |

UCI Europe Tour
| Saison    | Mannschaftswertung | Fahrerwertung            |
| --------- | ------------------ | ------------------------ |
| 2011-2013 | -                  | -                        |
| 2014      | 97.                | Georgi Georgiew (296.)   |
| 2015      | 118.               | Serhij Hretschyn (767.)  |
| 2016      | 120.               | Juri Metluschenko (995.) |